# Zygmunt Weiss

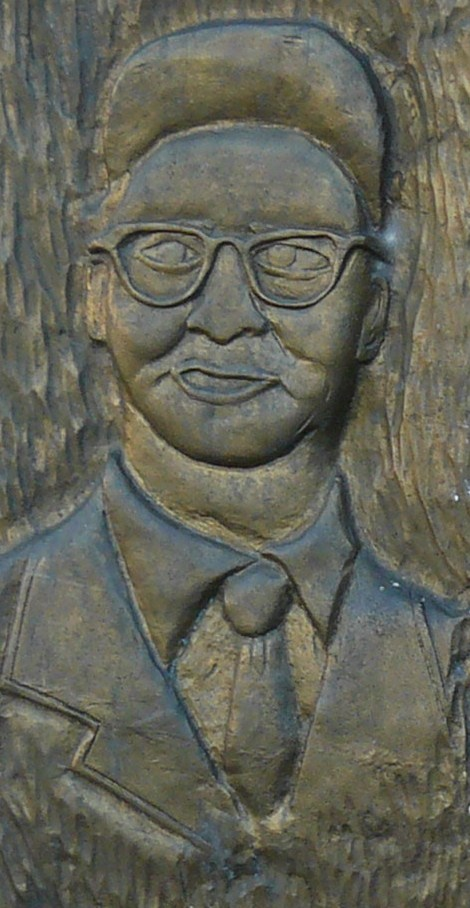
Choszczno – tablica pamiątkowa Zygmunta Weissa – fragment Alei Gwiazd Kolarstwa Polskiego

Zygmunt Eugeniusz Weiss (ur. 4 kwietnia 1903 w Warszawie, zm. 4 czerwca 1977 w Bad Ischl w Austrii) – polski lekkoatleta, dwukrotny olimpijczyk, dziennikarz sportowy.

## Życiorys
W 1923 ukończył Gimnazjum Męskie im. Tadeusza Reytana w Warszawie. Następnie służył w Szkole Podchorążych Piechoty (1924–1925), uzyskując stopień podporucznika rezerwy. W późniejszym okresie studiował w Szkole Nauk Politycznych na Wydziale Konsularno-Dyplomatycznym (absolutorium uzyskał w 1932).

## Kariera lekkoatletyczna
Specjalizował się w biegach krótkich. Dwukrotnie startował w igrzyskach olimpijskich. W Paryżu w 1924 odpadł w eliminacjach biegów na 100 m i na 200 m. W Amsterdamie w 1928 startował w biegu na 400 m i w sztafecie 4 x 400 m, również odpadając w eliminacjach.
Czterokrotnie brał udział w Akademickich Mistrzostwach Świata. Podczas Letnich Mistrzostw Świata Studentów w 1924 roku w Warszawie zdobył złote medale na 400 m i w sztafetach 4 x 100 m i 4 x 400 m, a także srebrne na 100 m, 200 m i w sztafecie olimpijskiej 100+200+400+800 m. w 1927 w Rzymie wywalczył brązowy medal w sztafecie 4 x 400 m.
Był mistrzem Polski na 400 m w 1924, w sztafecie 4 x 100 m w 1924 i 1927 oraz w sztafecie 4 x 400 m w 1923, 1924, 1927 i 1928. Dziewięć razy był wicemistrzem Polski: na 100 m w 1924, na 200 m w 1923, 1924 i 1928, na 400 m w 1923 i 1925, w sztafetach 4 x 100 m w 1925 i 4 x 400 m w 1929 i 1931. Czterokrotnie zdobywał brązowe medale: na 200 m (1922 i 1927), 400 m (1928) i w sztafecie 4 x 400 m 1933).
Siedmiokrotnie wystąpił w meczach reprezentacji Polski w latach 1922–1931. 27 razy poprawiał rekordy Polski, w tym na 200 m i 400 m.
Rekordy życiowe:
- bieg na 100 m – 11,0 s
- bieg na 200 m – 22,7 s
- bieg na 400 m – 50,8 s

Przez całą karierę był zawodnikiem AZS Warszawa.

## Praca dziennikarska
Od 1927 zajmował się dziennikarstwem sportowym, najpierw w „Kurierze Warszawskim”, a od 1929 do 1939 jako kierownik działu sportowego „Wieczoru Warszawy”. Specjalizował się w pisaniu o kolarstwie. Współpracował m.in. z „Przeglądem Sportowym”.
W kampanii wrześniowej brał udział w obronie Warszawy jako oficer (ppor.) III batalionu Obrony Warszawy. Walczył na Targówku. Po zakończeniu walk dostał się do niewoli niemieckiej. Przebywał w oflagach Hohnstein, Arnswalde, Gross-Born, a po jego ewakuacji w Sandbostel i Lubece. W Arnswalde i Gross-Born organizował życie obozowe; w Arnswalde wydawał (ręcznie) „Przegląd Sportowy” i prowadził rubrykę sportową w piśmie „Za Drutami”. Wydawał również „Przegląd Teatralny” i „Przegląd Obozowy”. W Gross-Born był organizatorem Olimpiady Obozowej w 1944, w której wziął udział.
Po wyzwoleniu pracował w Referacie Wychowania Fizycznego 1 Dywizji Pancernej. W 1947 wrócił do Polski i rozpoczął pracę w „Przeglądzie Sportowym”, w którym pozostał do emerytury w 1970. Później pisał w „Dzienniku Ludowym”. Zajmował się głównie kolarstwem, podnoszeniem ciężarów i łyżwiarstwem szybkim. Relacjonował niemal wszystkie polskie imprezy kolarskie. Był inicjatorem zawodów kolarskich w Choszcznie (od 1977 jest to Memoriał Zygmunta Weissa). W 1972 roku działał wraz z Narcyzem Szwedzińskim w Kole byłych wychowanków Gimnazjum Mariana Rychłowskiego i im. Tadeusza Reytana w Warszawie.
Został honorowym obywatelem Choszczna (1974). Zmarł podczas obsługi kolarskiego Wyścigu Dookoła Austrii.
Został pochowany na Cmentarzu Wojskowym na Powązkach w Warszawie (kwatera B35-3-12).

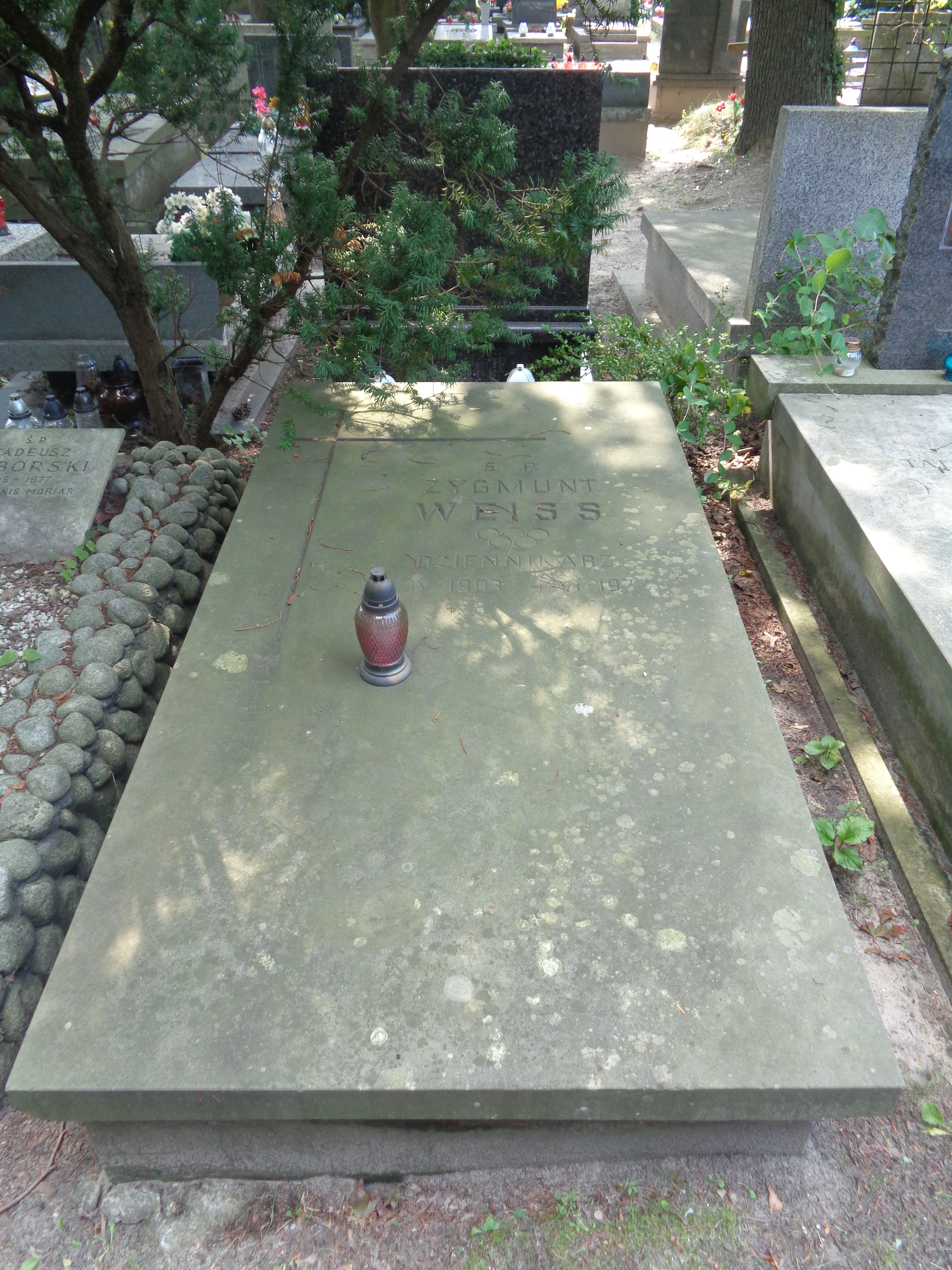
Grób Zygmunta Weissa na Cmentarzu Wojskowym na Powązkach